# Dictionary of Greek and Roman Biography and Mythology

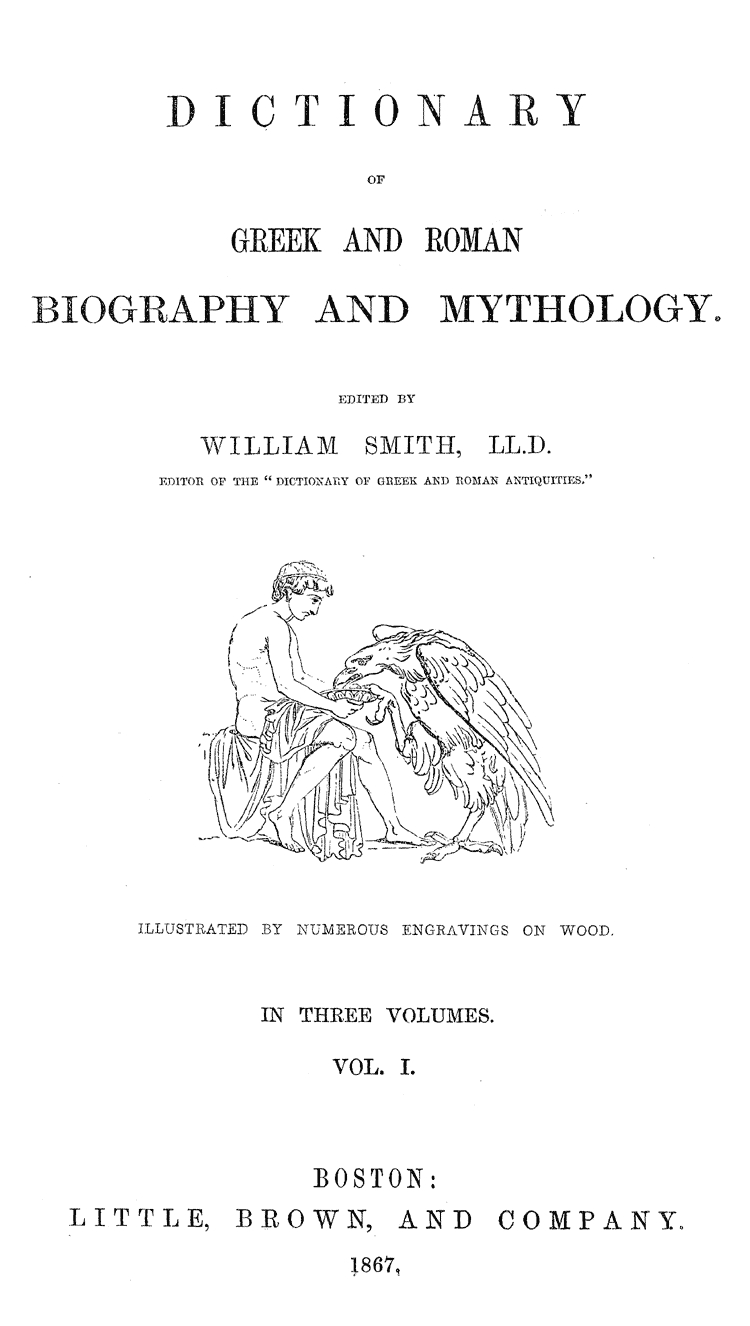

Dictionary of Greek and Roman Biography and Mythology (1849, ursprungligen publicerad 1844 under en något annorlunda titel) är ett biografiskt uppslagsverk.

## Beskrivning
Uppslagsverket omfattar tre volymer på sammanlagt 3700 sidor och har redigerats av William Smith. Det är ett klassiskt lexikografiskt 1800-talsverk och en följeslagare till Smiths Dictionary of Greek and Roman Antiquities och Dictionary of Greek and Roman Geography.
Verket listar trettiofem författare utöver redaktören, som också är författare till några artiklar. Författarna var klassiker, huvudsakligen från Oxford, Cambridge, Rugby School och från Bonns universitet, men några kom från andra institutioner. Många av artiklarna om mytologi har skrivits av den landsflyktige tysken Leonhard Schmitz(en), som bidrog till att popularisera tysk klassisk lärdom i Storbritannien.
Vad biografierna beträffar var det Smiths mening att vara fullständig. I förordet skriver han:
"De biografiska artiklarna i föreliggande verk innefattar namnen på alla personer av någon betydelse som förekommer hos de grekiska eller romerska författarna från tidernas begynnelse till det västra kejsardömets fall år 476 och till utplånandet av det östra kejsardömet genom turkarnas erövring av Konstantinopel 1453."
Många av uppslagsverkets definitioner och artiklar har använts som referenser i senare arbeten, och Robert Graves har anklagats för att "lyfta sina imponerande källreferenser direkt och okontrollerade" därifrån när han skrev The Greek Myths.
Verket är nu i public domain och finns tillgängligt på flera ställen på internet. Medan det fortfarande i stort är tillförlitligt (bara undantagsvis har tillägg till antikens texter varit betydande nog att nödvändiggöra en ändring i en biografi), så saknas mycket – speciellt sentida upptäckter, som Aristoteles Athenaion politeia eller dechiffreringen av Linear B) och epigrafiska fynd. Men kanske mest allvarligt är att synen på antika belägg har ändrats under tiden som gått sedan verkets tillkomst.